# Вила „Даница - Дом Вујића”
Вила „Даница - Дом Вујића” припадала је Вујићима и налази се у скривеном кутку Бање Ковиљаче, практично спајајући две улице богате вилама на брду у централном делу бање. Саграђена је 1911. године и мењала је власнике. У оригиналном плану се води на Даницу, жену Живојина Јовановића, који је био машиниста у Бањи Ковиљачи.
Одлуком Владе Србије Вила „Даница - Дом Вујића” је проглашена спомеником културе 2013. године.

## Архитектура
Као архитекта се потписује инж. Драг. Стевановић. Зграда је правоугаоне основе, скромних димензија, приземна и симетрична. Видљива је жеља да се вила пројектује по узору на мале типске виле какве су биле честе у централној Европи током fin-de-siècle-а. Архитектонско решење се заснива на троделној подели на централни и два бочна ризалита.
Некада је ова вила поседовала отворен трем на централном делу главне фасаде, као и декоративну дрвену ограду, али је трем затворен непосредно након усељења. Супротна фасада решена је тако да је средишњи ризалит истурен и завршен калканом са кружним отвором и дрвеним троугластим украсним детаљем, а бочни ризалити надвишени су хоризонталном ивицом крова. Сокл је од ломљеног камена.
Власници који су из Београда, немају средстава да финансирају потпуну обнову по оригиналним решењима, фасада је попуцала на многим местима, малтер је отпао, а дрвене шалукатре су уништене од влаге. Вила је окружена изузетно лепим двориштем, али унаточ свему потребна јој је реконструкција.